# Nephi
Nephi – miasto w Stanach Zjednoczonych, w stanie Utah, siedziba administracyjna hrabstwa Juab.